# Iglesia Episcopal de Cristo
Iglesia Episcopal de Cristo es una iglesia episcopal ubicada en 960 East Jefferson Avenue en la ciudad Detroit, en el estado de Míchigan (Estados Unidos). También se la conoce como Old Christ Church, Detroit. Se completó en 1864 y es la iglesia protestante más antigua de Míchigan que aún se encuentra en su sitio original. Fue designada Sitio Histórico del Estado de Míchigan en 1970 y se incluyó en el Registro Nacional de Lugares Históricos en 1971.

## Historia
Los hermanos Robert (Jr.) y William Stead dirigieron un negocio de abarrotes al por mayor en el sitio actual de Christ Church hasta el año 1844. Christ Church Detroit fue fundada por un grupo de episcopales en 1845, quienes decidieron que la Iglesia de San Pablo (ahora Catedral de San Pablo) estaba demasiado llena. Los fundadores construyeron una pequeña iglesia de madera, diseñada por el teniente Montgomery C. Meigs, como su primer lugar de culto. Quince años después, se trazaron los planos para un nuevo edificio en el mismo sitio. En 1861, se construyó una capilla cerca de la estructura original para su uso mientras se construía una iglesia más grande. La iglesia actual, diseñada por Gordon W. Lloyd, se completó en 1863. Al lado de la iglesia se encuentra la Casa Sibley de 1848, una de las casas más antiguas de la ciudad. En 1925, la iglesia la adquirió y desde 1946 la usa como rectoría parroquial.

## Construcción
Está construida en un estilo neogótico, usando piedra caliza y arenisca, un campanario masivo con un techo germánico cuadrado domina la fachada frontal. El interior cuenta con transeptos con galerías y cerchas de vigas martillo que sostienen el techo. Toda la carpintería interior, excepto el techo, está hecha de nueces de la zona. Hay dos ventanas Tiffany en la iglesia, con más ventanas diseñadas por otras famosas compañías de vidrio como Franz Meyer and Company y J. Wippell and Co.

## Uso actual
El edificio ha sido continuamente por una congregación episcopal desde su construcción. La actual rectora es Emily Williams Guffey. La congregación se describe a sí misma como "una congregación contemporánea, bien educada, multirracial y multiétnica que lleva a cabo la misión de Cristo en el mundo que nos rodea, fortalecida, nutrida y guiada por la presencia del Espíritu Santo". La Casa Sibley de al lado sirve como rectoría parroquial.

## Galería

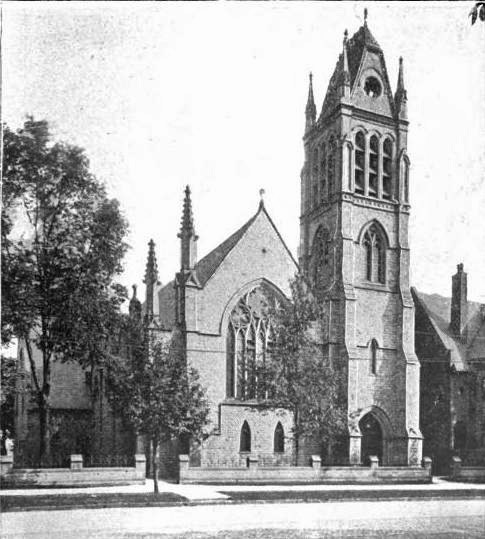
El templo en 1899
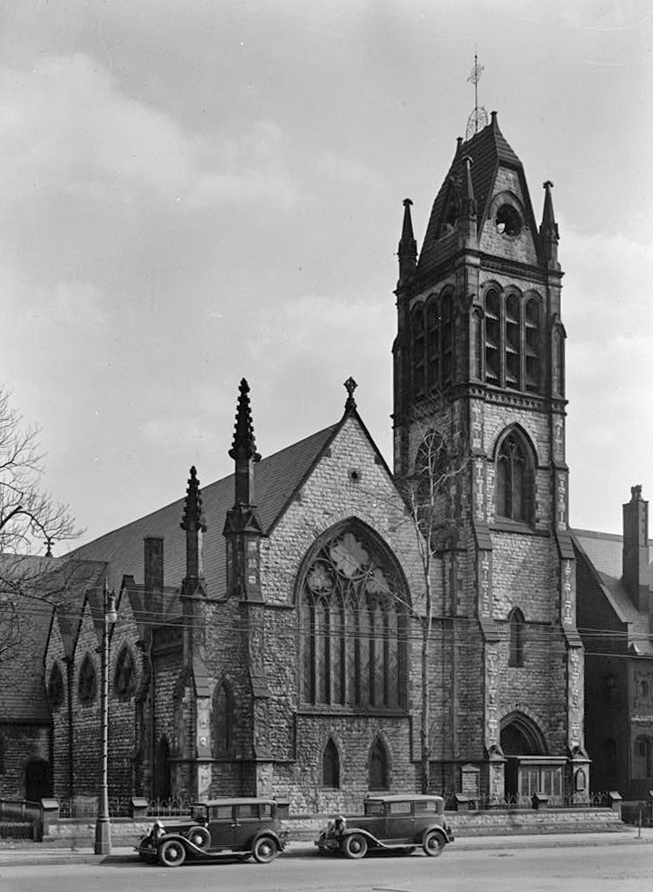
El templo en 1934